# Yezoceryx testaceus
Yezoceryx testaceus är en stekelart som först beskrevs av Tosquinet 1903.  Yezoceryx testaceus ingår i släktet Yezoceryx och familjen brokparasitsteklar. Inga underarter finns listade i Catalogue of Life.